# Dissonantes
Dissonantes é um filme de comédia romântica brasileiro de 2022, dirigido por Pedro Amorim, escrito por Mariana Trench Bastos, Fernando Ceylão, Patricia Corso e Pedro Riera e estrelado por Thati Lopes e Marcelo Serrado.

## Sinopse
Paulo fez sucesso como músico no cenário grunge dos anos 1990, mas atualmente vive pensando num revival. Desesperado depois que sua mulher foi embora, ele aluga seu antigo estúdio a Luly, pupila de um antigo parceiro.

## Elenco
- Thati Lopes como Luly
- Marcelo Serrado como Paulo
- Paulo Vieira como
- Fernanda D'Umbra
- Paulinho Serra
- Luis Miranda como Ohio
- Emanuelle Araújo como Bel
- Maria Manoella como Clara
- Gustavo Novaes
- Luciana Paes
- Nicolas Trevijano

## Produção
O filme foi rodado em 2018, com Thati Lopes a frente do elenco principal. O longa teve Liberdade Mata e A Próxima Canção como títulos provisórios.